# Secheron Peak
Der Secheron Peak ist ein 1068 Meter hoher Berg im Süden des australischen Bundesstaates Tasmanien.
Er liegt am Südostteil der Frankland Range über dem Lake Pedder. Westlich anschließend liegt der Frankland Peak, und der Right Angle Peak befindet sich etwa ein Kilometer südwestlich des Secheron Peak. Unterhalb der Nordflanke liegen kleine Bergseen, wie der Lake Surprise.